# Song Suk-woo
Suk-Woo Song, né le 1er mars 1983, est un patineur de patinage de vitesse sur piste courte sud-coréen.

## Jeux olympiques
- Jeux olympiques d'hiver de 2006 à Turin  Italie:
  -  Médaille d'or en relais sur 5000m.